# Maria Nikolaevna da Rússia (1819–1876)
Maria Nikolaevna da Rússia (em russo: Великая Княжна Мария Николаевна Романова, Velikaya Knyaginya Maria Nikolaevna Romanov) (Tsarskoye Selo, 18 de agosto de 1819 – São Petersburgo, 21 de fevereiro de 1876) foi uma filha do imperador Nicolau I da Rússia e irmã do czar Alexandre II da Rússia. Era também duquesa de Leuchtenberg e Presidente da Academia Imperial das Artes em São Petersburgo.

## Primeiros anos

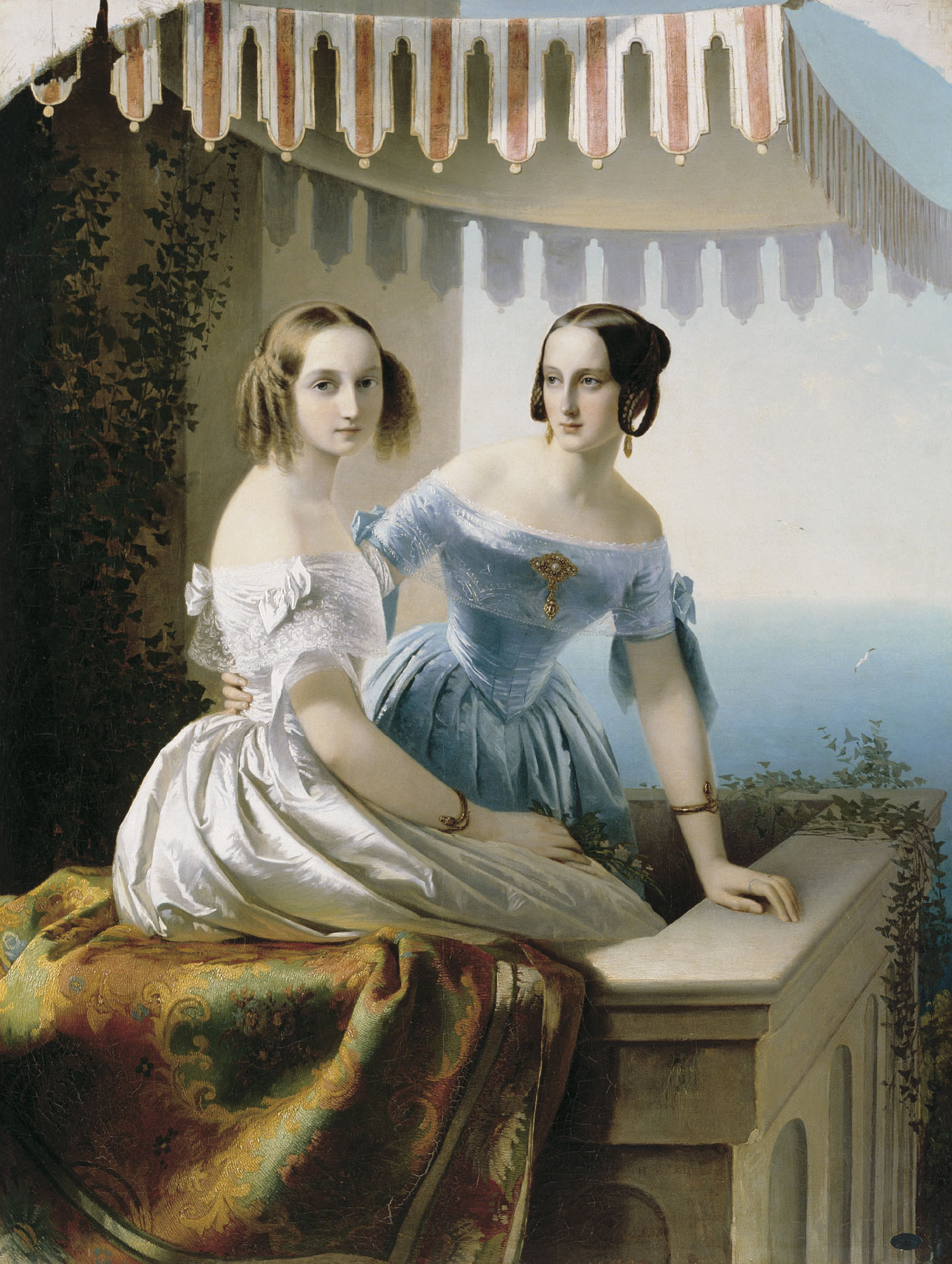
Maria com sua irmã mais nova Olga

A grã-duquesa Maria Nikolaevna nasceu no dia 18 de agosto de 1819 em Krasnoye Selo, perto de São Petersburgo. Era a segunda de sete filhos e a menina mais velha. Os seus pais, o czar Nicolau I da Rússia e da imperatriz Alexandra Feodorovna, nascida princesa Carlota da Prússia, eram muito dedicados um ao outro e aos seus filhos. Eram pais dedicados e carinhosos, mas evitavam mimar demasiado os filhos. À noite, Alexandra Feodorovna jogava jogos com os seus filhos, principalmente enigmas e charadas. O czar gostava de cantar música de coro com os filhos. Os irmãos cresceram muito unidos e foram sempre muito chegados o resto da vida.
Maria cresceu na companhia das suas irmãs Olga e Alexandra. Os seus quartos, que ficavam no primeiro andar do Palácio de Inverno, eram simples e não tinham qualquer luxo. Era recomendado que as irmãs apanhassem ar fresco no inicio de cada estação e os médicos controlavam a sua dieta. As aulas começavam às oito da manhã. Maria recebeu a sua educação do chanceler e poeta Vasily Zhukovsky que tinha já sido o professor de russo da sua mãe. Zhukovski manteve contacto com as suas pupilas reais até à sua morte. Maria e as irmãs receberam aulas de dança, música e desenho. O seu caderno de esboços que fez durante a infância (1826-1830) ainda existe e está na posse dos seus descendentes que vivem nos Estados Unidos da América. A grã-duquesa Maria, que tinha bastante talento para a pintura, acabaria por criar várias aquarelas durante toda a sua vida. Nunca perdeu o seu amor pelas artes e tornou-se benfeitora de artista e colecionadora de arte.
Com talento artístico, Maria mostrou um interesse precoce por design de interiores e decorou os seus aposentos segundo o seu estilo pessoal. Mais tarde tornaria o seu palácio em São Petersburgo num dos mais belos da cidade. Todas as três irmãs tinham talento para a música e estavam envolvidas em trabalhos caritativos. A partir de 1835, Maria tornou-se um membro ativo da sociedade patriota que tinha sido fundada pela imperatriz Isabel Alexeievna. Os seus membros encontravam-se ocasionalmente no Palácio de Inverno.
A grã-duquesa Maria chamava a atenção pela sua formidável personalidade, a sua sagacidade e carácter forte. A sua irmã, a grã-duquesa Olga Nikolaevna, escreveu no seu diário, quando era ainda uma criança, que Maria "tem um temperamento forte, é atenciosa e generosa com os pobres, complacente com boas acções, mas não aceita pretensões nem coerção. É cem vezes mais virtuosa do que eu, mais dinâmica do que nós os sete juntos; a única coisa que lhe falta é sentido de dever.
Maria era corajosa e criativa, gostava de modernidade e era quase indiferente às opiniões da alta sociedade. Era alegre, energética, talentosa e impulsiva. Era parecida com o pai física e psicologicamente. Tal como ele, tinha um aspecto sério e severo e o seu olhar recordava o do seu pai. As parecenças físicas com o seu pai podem verificar-se em retratos e fotografias onde a grã-duquesa aparece principalmente de perfil, tal como o pai.
A imperatriz Alexandra Feodorovna preocupava-se em encontrar um marido apropriado para a sua filha mais talentosa e emocional uma vez que, por seu lado, Maria não queria deixar a Rússia nem mudar de religião.

## Casamento

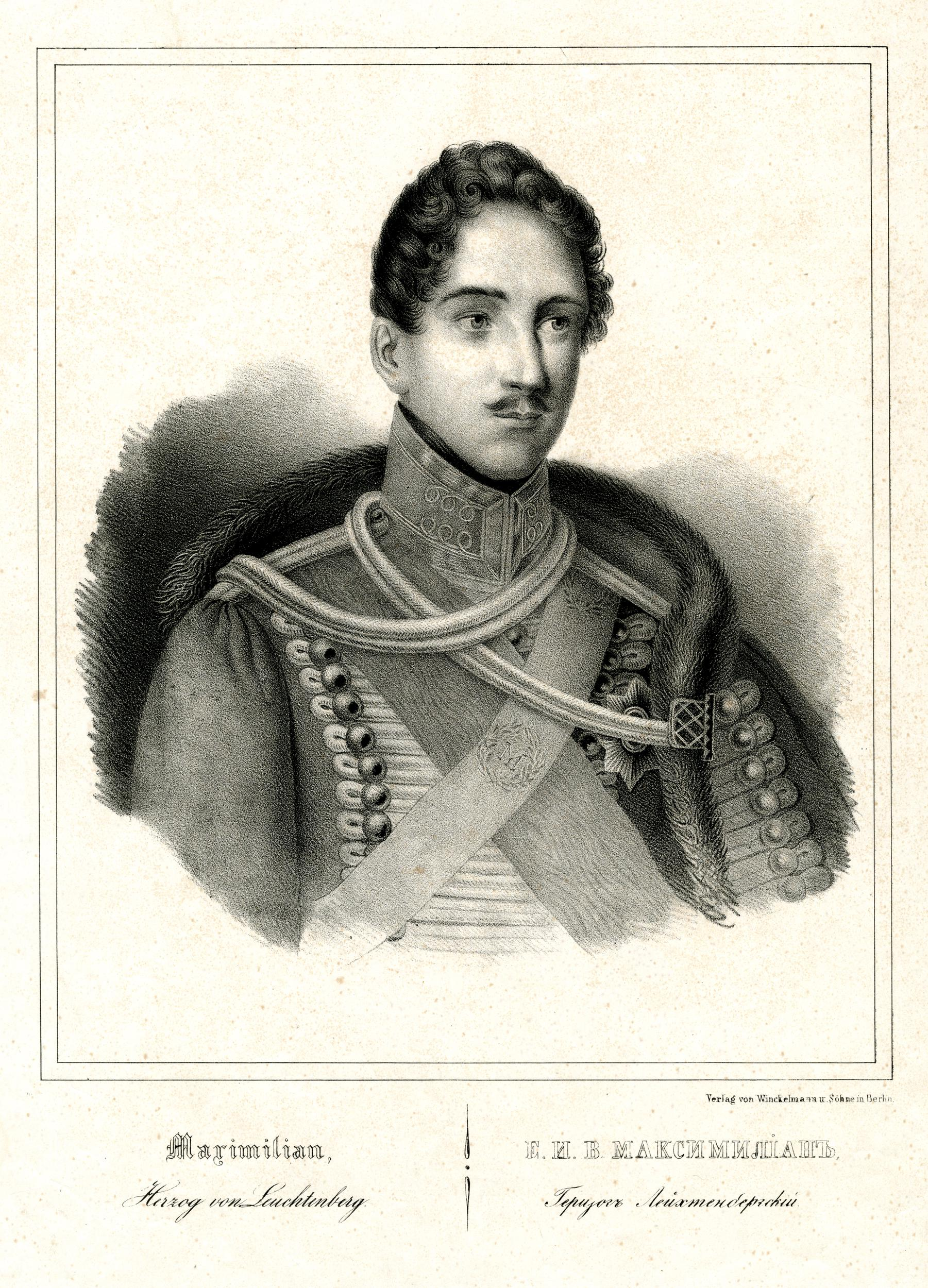
O Duque Maximiliano de Leuchtenberg.

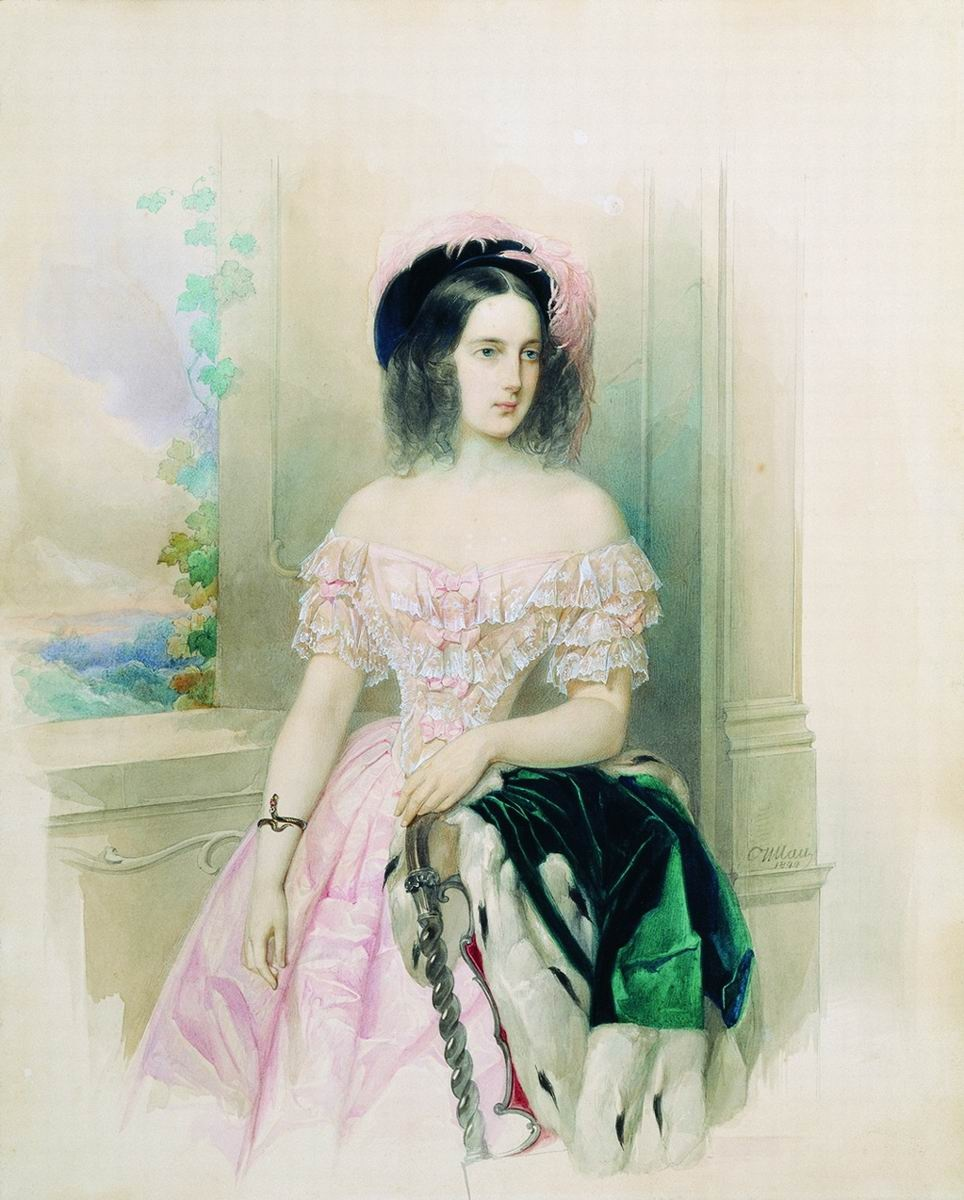
Maria Nikolaevna em 1844 por Vladimir Ivanovich Hau.

Em 1837, o rei Luís I da Baviera enviou o seu sobrinho, o duque Maximiliano de Leuchtenberg, para a Rússia para participar nas manobras da cavalaria. Maximiliano era o único filho ainda vivo do duque Eugène de Beauharnais e neto da imperatriz Josefina de França. Era bonito, bem-educado e também se interessava por cultura. Um ano depois, em Outubro de 1838, realizou uma segunda visita e acabaria por impressionar Maria com a sua beleza e maneiras. A irmã de Maria, Olga, escreveu no seu diário: "Em quatro dia tornou-se bastante claro que o Max e a Maria foram feitos um para o outro."
Não era uma união desejável para uma filha do imperador russo. Maximiliano estava abaixo do rank de realeza, pertencendo-lhe apenas o tratamento de “Sua Alteza Sereníssima” por pertencer a um ramo secundário da Casa da Baviera. Além disso, o duque era católico, não ortodoxo, e mesmo dentro da sua própria família (principalmente a sua mãe, a princesa Augusta da Baviera) havia quem se opusesse ao casamento. Maximiliano era o último descendente dos Leuchtenberg na linha da família Beauharnais e a sua mãe temia que os seus descendentes, educados como ortodoxos, se tornaram completamente russos e que a História culparia o seu filho por isso.
Além do mais, a família Bonaparte, com quem Maximiliano tinha relações familiares muito próximas, era uma grande inimiga da Rússia. Apesar de tudo o czar deu permissão para o casamento, com a condição de que a sua filha deveria ficar na Rússia juntamente com o marido. Como o duque de Leuchtenberg não fazia parte de uma família reinante foi fácil para ele instalar-se em São Petersburgo.
O casamento celebrou-se no dia 2 de julho de 1839 na capela do Palácio de Inverno. A cerimónia foi descrita em pormenor pelo marquês de Custine que estava de visita a São Petersburgo nessa altura. Elogiou a grã-duquesa pela sua graciosidade, mas não gostava do duque de Leuchtenberg. O casal ficou a viver na Rússia, onde os seus sete filhos cresceram dentro do circulo da família imperial.

## O palácio da grã-duquesa Maria

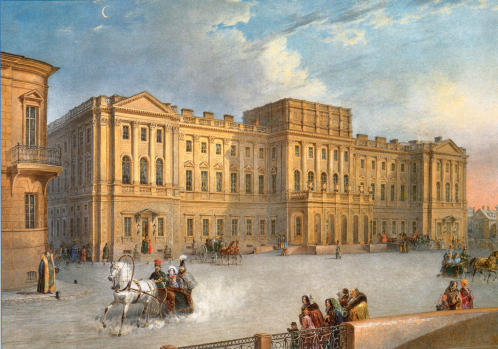
O Palácio Mariinsky em São Peterburgo

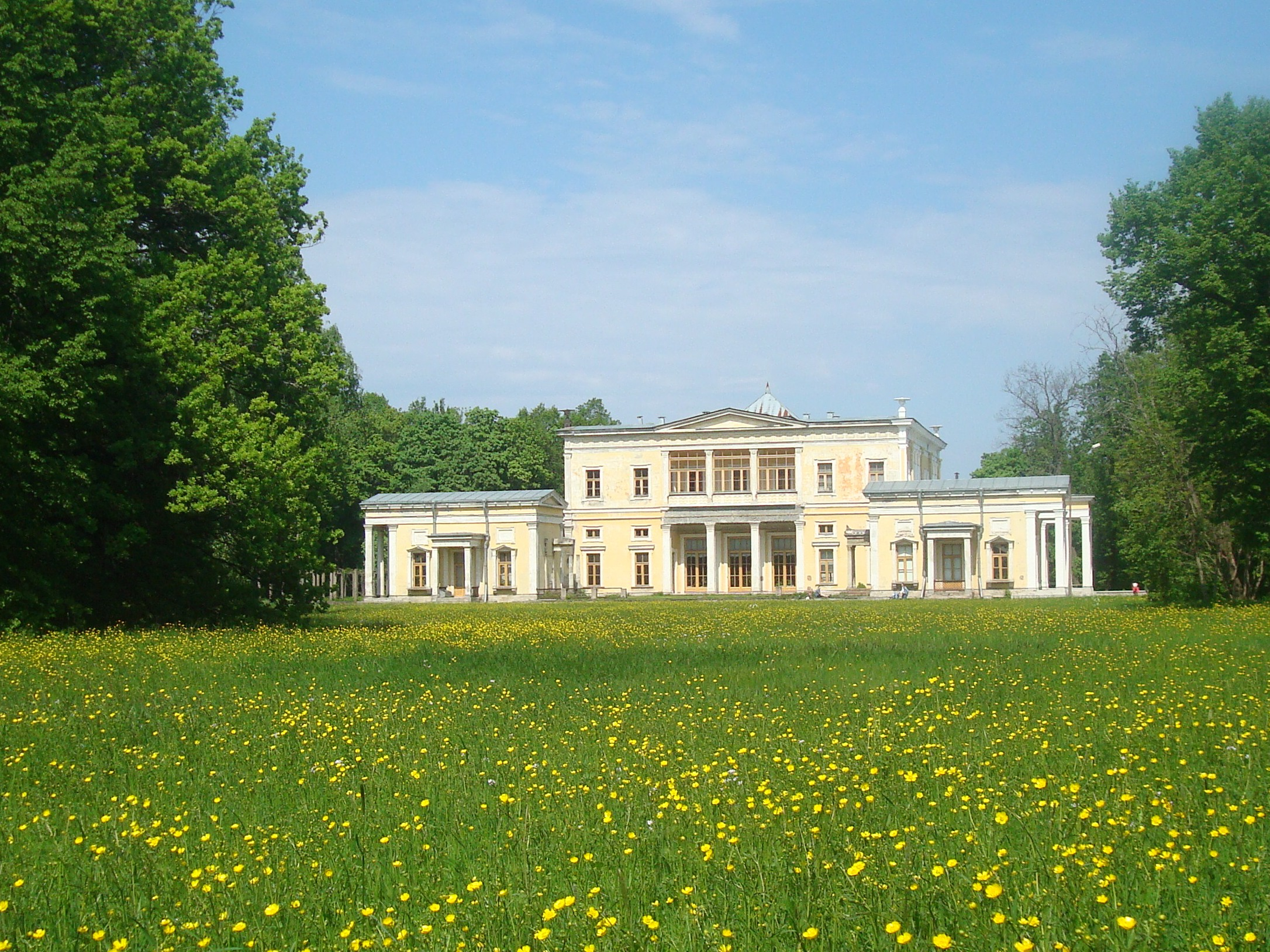
A Mansão Leuchtenberg na propriedade Sergievka, perto de Peterhof

No dia do casamento, o czar Nicolau I decidiu oferecer-lhe o seu próprio palácio. Escolheu um local no centro de São Petersburgo, posicionado estrategicamente do lado oposto à Catedral de São Isaac, nas margens do rio Moika. Nada foi poupado na instalação do jovem casal, sendo contratado o arquitecto Andrei Stackensmeider para a obra que ficava perto o suficiente do Palácio de Inverno para que o czar pudesse visitar a sua filha diariamente. O palácio foi concluído no final de 1844 e baptizado com o nome de Palácio de Mariinsky em honra da sua habitante. Até então, Maria, o marido e os três filhos tinham vivido no Palácio de Vorontzov, esperando pelo fim da construção da sua residência oficial.
A grã-duquesa foi a principal decorada do seu palácio, mostrando o seu gosto e elegância. Uma vez que Maria tinha um problema de circulação nas pernas, o palácio foi construído com uma escadaria sem degraus que estava na ala direita e ligava as salas mais importantes dos três andares. O palácio estava cheio de obras de arte e relíquias da família incluindo algumas que tinham sido herdadas da imperatriz Josefina. Maria organizava grandes festas, peças de teatro e concertos. Além deste palácio, tinha também uma propriedade no campo, Sergievka, que tinha sido comprada à família Naryshkin e foi-lhe oferecida como presente de casamento. Localizada na parte oeste de Peterhof, numa pequena baía com vista para Kronstadt, a villa Sergievka tornou-se o local de refúgio preferido da família. A grã-duquesa e o marido passaram lá a sua lua-de-mel e entre 1839 e 1842, pediram a Stackensneider que a renovasse. Passou de uma velha mansão a um palácio de verão no estilo de uma villa romana. No verão, o casal e a família viviam entre Gatchina e Tsarskoye Selo.

## Presidente da Academia das Artes

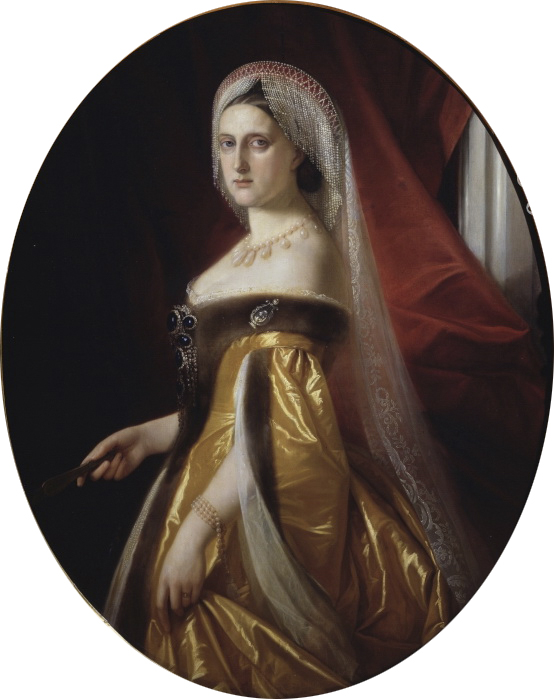
Maria em traje da corte imperial russa

A grã-duquesa e o seu marido eram muito artísticos e contribuíam constantes para causas artísticas. O marido de Maria tornou-se conhecido como cientista por toda a Rússia. Maximiliano começou a interessar-se por ciências e começou a estudar tecnologia mineira, acabando por se tornar membro da Academia de Ciências. Em 1844, o czar Nicolau I nomeou-o chefe do departamento de Engenharia Mineira. Em 1843, Maximiliano tornou-se presidente da Academia das Artes. Maria ficou orgulhosa dos feitos do seu marido e chamava-o de intelectual. Contudo, em finais da década de 1840, o casal começou a afastar-se. Viviam vidas separadas e cada um tinha os seus casos amorosos. Maximiliano ganhou a reputação de ser mulherengo enquanto Maria começou uma relação de longa data com o conde Gregory Alexandrovich Strogonov. Boatos na corte diziam que o pai biológico do filho mais novo de Maria, Jorge, era o seu amante. Algum tempo depois, o duque de Leuchtenberg adoeceu com tuberculose enquanto trabalhava nas minas dos Montes Urais. Foram feitos todos os esforços para tratar de Maximiliano, incluindo viagens para climas mais quentes no estrangeiro, mas o duque acabaria por morrer no dia 1 de novembro de 1852.
A grã-duquesa era uma grande coleccionadora de arte e, após a morte do marido, passou a ocupar o seu lugar como presidente da Academia das Artes. A partir de então, Maria começou a dedicar-se à sua colecção com ainda mais afecto. Devido ao estilo de vida luxuoso que tinha, a sua fortuna começou a desaparecer, principalmente após a morte do seu pai. O czar Alexandre II, apesar de ser muito chegado à sua irmã, limitava muito o seu orçamento.

## Segundo casamento

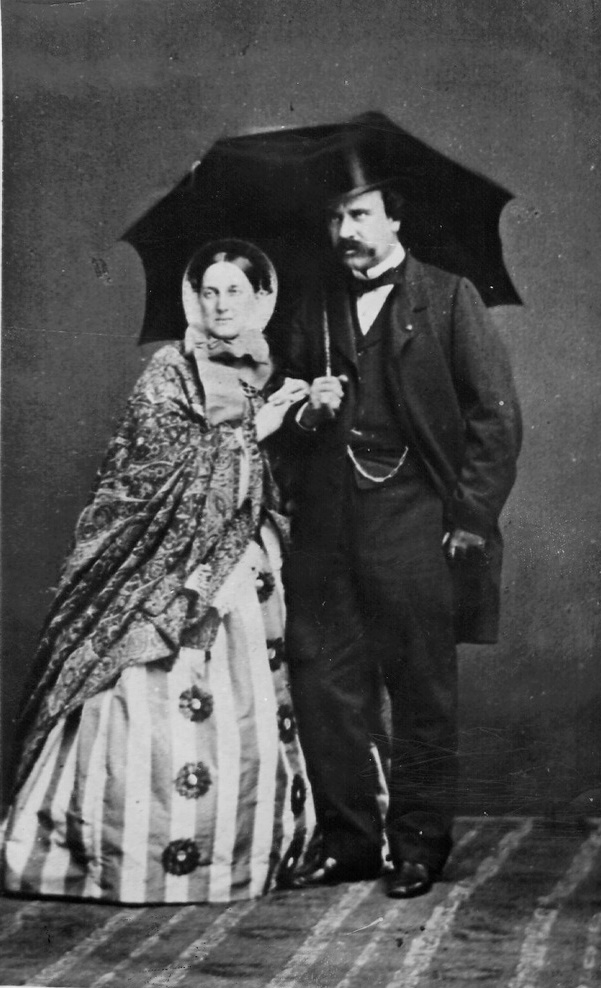
Maria com seu segundo marido, o Conde Grigoriy Alexandrovich Stroganov na década de 1850.

Maria casou-se pela segunda vez em 1854 com o conde Grigori Stroganov. Foi uma união morganática e, por isso, mantida em segredo enquanto o pai de Maria era vivo. O casamento apenas foi oficializado a 16 de Novembro de 1856, após a morte do czar Nicolau I. Anna Tyutcheva comentou: "O antigo czar teria enviado a Masha para um convento e exilado o conde para o Cáucaso", mas o seu irmão Alexandre, que era mais gentil, preferiu fingir que não sabia do casamento. Maria implorou ao seu irmão que reconhecesse o seu segundo casamento e que lhes permitisse viver na Rússia, mas o czar não se atrevia a fazê-lo. Em vez disso sugeriu que a sua irmã e a família deviam viver no estrangeiro para que a notícia do casamento não se espalhasse. Uma vez que não podia reconhecer o casamento, Alexandre redimiu-se dando uma atenção especial aos filhos do primeiro casamento da irmã que passaram a viver em São Petersburgo sem a mãe.
Em 1862, Maria Nikolaevna passou a viver em Florença, Itália, numa Villa Quarto que tinha pertencido a Jerónimo Bonaparte e nomeou o pintor e coleccionador Karl Luphard como seu conselheiro. Os dois iam quase todos os dias visitar museus, colecções privadas e negociantes de antiguidades. Em Itália, a grã-duquesa foi zelosa nas suas compras de pinturas, esculturas e mobília para redecorada inteiramente a sua casa.

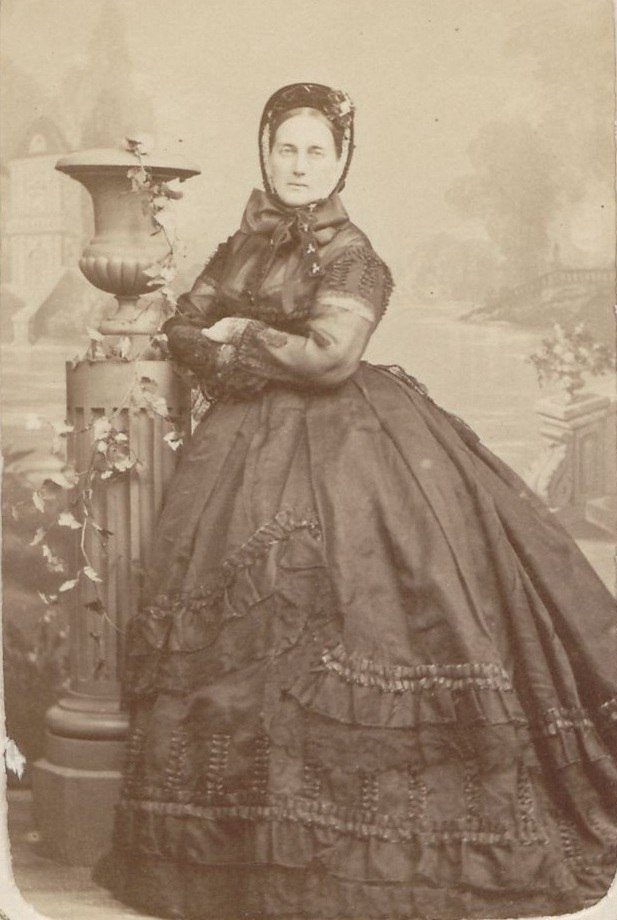
A Grã-Duquesa Maria Nikolaevna na década de 1860.

Era provável que Maria sofresse de virose nas veias ou de algum tipo de doença nos ossos e, nos seus últimos anos de vida, tornou-se inválida. Morreu no dia 21 de fevereiro de 1876 em São Petersburgoo com cinquenta-e-seis anos.

## Colecção de arte
Após a sua morte em 1876, a colecção de arte de Maria Nikolaevna foi dividida entre os seus filhos ainda vivos: o príncipe Nicolau de Leuchtenberg, os seus irmãos Eugénio e Jorge, as suas irmãs, as princesas Maria de Baden e Eugénia de Oldenburgo e a meia-irmã, a condensa Elena Strogonova. Em 1884, o seu filho Nicolau organizou uma exposição na Academia de Belas Artes de São Petersburgo com a sua parte da sua colecção. Em 1913 foi organizada outra exposição no Museu Hermitage, intitulada '“Heranças da grã-duquesa Maria Nikolaevna”. Após a Revolução Russa de 1917, a colecção ficou divida entre vários locais e pode ser vista em vários museus entre Moscovo, São Petersburgo, Viena e os Estados Unidos da América. Três dos filhos de Maria viveram na sua antiga residência até 1884, quando o Palácio de Mariinsky foi vendido para pagar as dívidas acumuladas pela família. Hoje em dia o Palácio é a Assembleia Legislativa de São Petersburgo. 

## Descendência

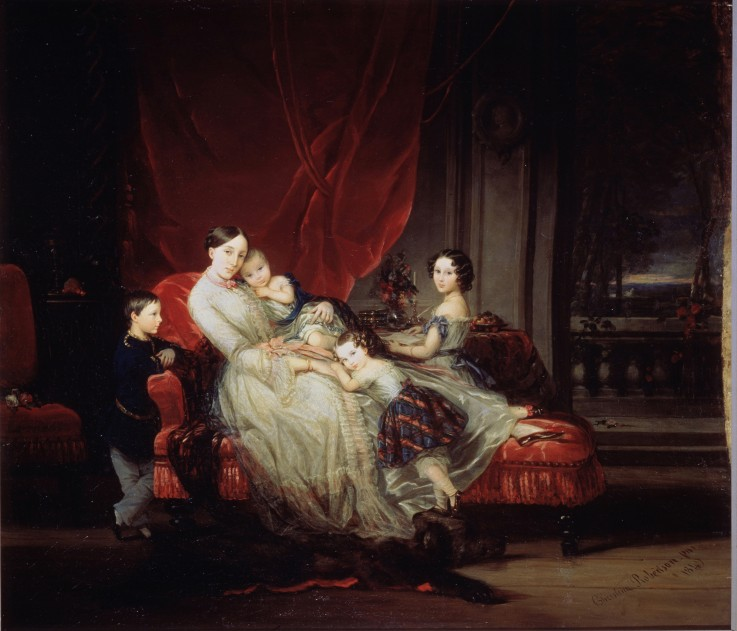
A Duquesa de Leuchtenberg com seus Filhos

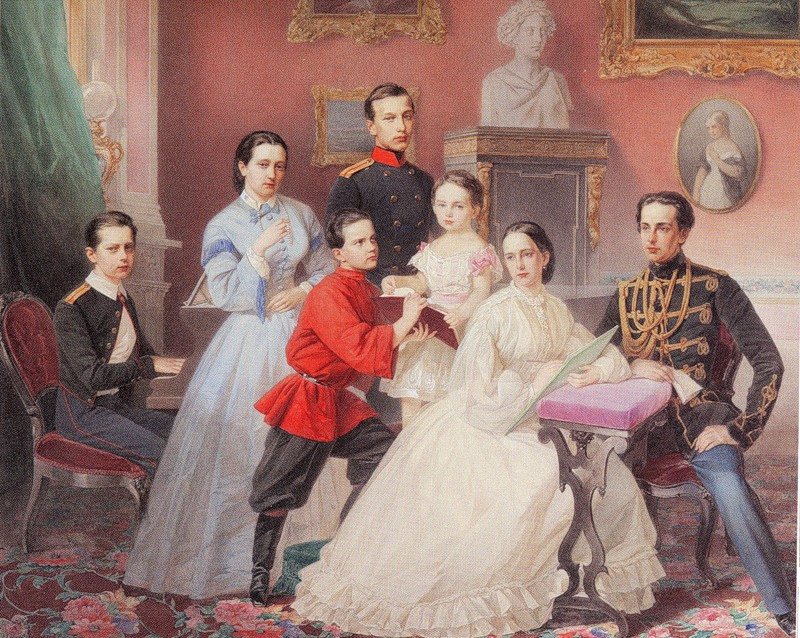
Os filhos do primeiro casamento de Maria, com a sua meia-irmã Helena Stroganova ao centro.

Maria teve sete filhos do seu primeiro casamento com o duque Maximiliano de Leuchtenberg:
1. Alexandra Maximilianovna de Leuchtenberg (9 de abril de 1840 - 12 de agosto de 1843), morreu aos três anos de idade.
2. Maria Maximilianovna de Leuchtenberg (16 de outubro de 1841 - 16 de fevereiro de 1914), casada com o príncipe Guilherme de Baden; com descendência.
3. Nicolau, 4.º Duque de Leuchtenberg (4 de agosto de 1843 - 6 de janeiro de 1891), casado com Nadeshda Sergeevna Annenkova; com descendência.
4. Eugénia Maximilianovna de Leuchtenberg (1 de abril de 1845 - 4 de maio de 1925), casada com o duque Alexandre de Oldemburgo; sem descendência.
5. Eugénio, 5.º Duque de Leuchtenberg (8 de fevereiro de 1847 - 31 de ogosto de 1901), casado primeiro com Daria Opotchinina; sem descendência. Casado depois com Zinaida Skobeleva; sem descendência.
6. Sérgio de Leuchtenberg (20 de dezembro de 1849 - 24 de outubro de 1877. morreu na guerra russo-turca.
7. Jorge, 6.º Duque de Leuchtenberg (29 de fevereiro de 1852 - 16 de maio de 1912), casado primeiro com a duquesa Teresa Petrovna de Oldemburgo; com descendência. Casado depois com a princesa Anastásia de Montenegro; com descendência.

Do seu segundo casamento, Maria teve dois filhos:
1. Gregório Grigorievich Stroganov (9 de maio de 1857 - 1859), morreu com cerca de dois anos de idade.
2. Helena Grigorievna Stroganova (11 de fevereiro de 1861 - 12 de fevereiro de 1908), casada primeiro com Vladimir Alexeievich Sheremetev e depois com Grigori Nikitich Milashevich.